# 33 Гидры
33 Гидры (лат. 33 Hydrae), HD 82870 — двойная звезда в созвездии Гидры на расстоянии приблизительно 509 световых лет (около 156 парсек) от Солнца. Видимая звёздная величина звезды — +5,554m. Возраст звезды определён как около 660 млн лет.

## Характеристики
Первый компонент — оранжевый гигант спектрального класса K0, или K1II-III, или K1III, или K2III. Масса — около 3,527 солнечной, радиус — около 22,797 солнечного, светимость — около 186,177 солнечной. Эффективная температура — около 4510 K.
Второй компонент — коричневый карлик. Масса — около 13,74 юпитерианской. Удалён в среднем на 2,276 а.е..